# Csököly
Csököly község Somogy vármegyében, a Kaposvári járásban.
Területe mintegy 2984 hektár.

## Fekvése
Nagyatádtól északkeletre, Gige és Jákó közt fekszik, központján a Nagybajom-Kadarkút közti 6618-as út halad keresztül.

## Története
Csököly nevét 1332-1337 évi pápai tizedjegyzék említette először, tehát már ekkor egyházas hely volt. 1382-1383-ban Chukul, 1466-ban Chekel alakban írták. 1466-ban a veszprémi püspökség birtoka volt, majd 1536-ban Pekry Lajos volt birtokosa. Az 1565-1566. évi török kincstári fejadójegyzékben Csokol alakban fordult elő, 45 házzal. 1598-1599-ben és az 1660. évi pannonhalmi tizedjegyzékben is a veszprémi püspökség birtokaként szerepelt. 1715-ben 57 háztartását írták össze, a mikor a hozzátartozó Jákó-, Kisasszond- és Korpád-pusztákkal együtt a veszprémi püspökségé volt.
1798 áprilisában a községben lakott Csokonai Vitéz Mihály Kis Bálint lelkésznél. Megbetegedett, és hetekig ágyban feküdt. Erről részletesen olvashatunk a Somogyi Kázus című verséhez kapcsolódóan, Répay Lajos tollából. Itt és a szomszédos Hedrehelyen kezdte el írni „Dorottya” című vígeposzát.
A település 1817. október 10-én országos vásárok tartására is kiváltságot nyert.
A 20. század elején Somogy vármegye Nagyatádi járásához tartozott.
1910-ben 1721 magyar lakosa volt. Ebből 403 római katolikus, 1300 református, 16 izraelita volt.

## Közélete

### Polgármesterei
- 1990–1994: Kovács Ferenc (független)[4]
- 1994–1996: Simon Endre (MSZP)[5]
- 1996–1998:
- 1998–1999: Paizs Imre (független)[6]
- 1999–2002: Bognár Zsolt (független)[7]
- 2002–2006: Bognár Zsolt (független)[8]
- 2006–2010: Bognár Zsolt (független)[9]
- 2010–2014: Bognár Zsolt (Fidesz-KDNP)[10]
- 2014–2019: Jakab Csongor (független)[11]
- 2019–2024: Jakab Csongor (Fidesz-KDNP)[12]
- 2024– : Jakab Csongor (Fidesz-KDNP)[1]

A településen 1996. június 2-án és 1999. július 11-én is időközi polgármester-választás zajlott, amiknek oka még tisztázást igényel; annyi biztos, hogy az 1999-es választáson az előző polgármester nem indult.

## Népesség
A település népességének változása:
| Lakosok száma | 1076 | 1060 | 1068 | 947  | 955  | 960  | 927  |
|               | 2013 | 2014 | 2015 | 2021 | 2022 | 2023 | 2024 |

A 2011-es népszámlálás során a lakosok 98,7%-a magyarnak, 25% cigánynak, 1,2% németnek mondta magát (1,1% nem nyilatkozott; a kettős identitások miatt a végösszeg nagyobb lehet 100%-nál). A vallási megoszlás a következő volt: római katolikus 70,7%, református 19,8%, evangélikus 0,5%, felekezet nélküli 5,4% (3,4% nem nyilatkozott).
2022-ben a lakosság 90,5%-a vallotta magát magyarnak, 21,8% cigánynak, 0,5% németnek, 0,1% horvátnak, 0,1% szlovénnek, 0,1% lengyelnek, 0,5% egyéb, nem hazai nemzetiségűnek (8,8% nem nyilatkozott; a kettős identitások miatt a végösszeg nagyobb lehet 100%-nál). Vallásuk szerint 43,2% volt római katolikus, 14,3% református, 0,2% evangélikus, 0,1% egyéb keresztény, 0,3% egyéb katolikus, 11,8% felekezeten kívüli (29,9% nem válaszolt).

## Nevezetességei

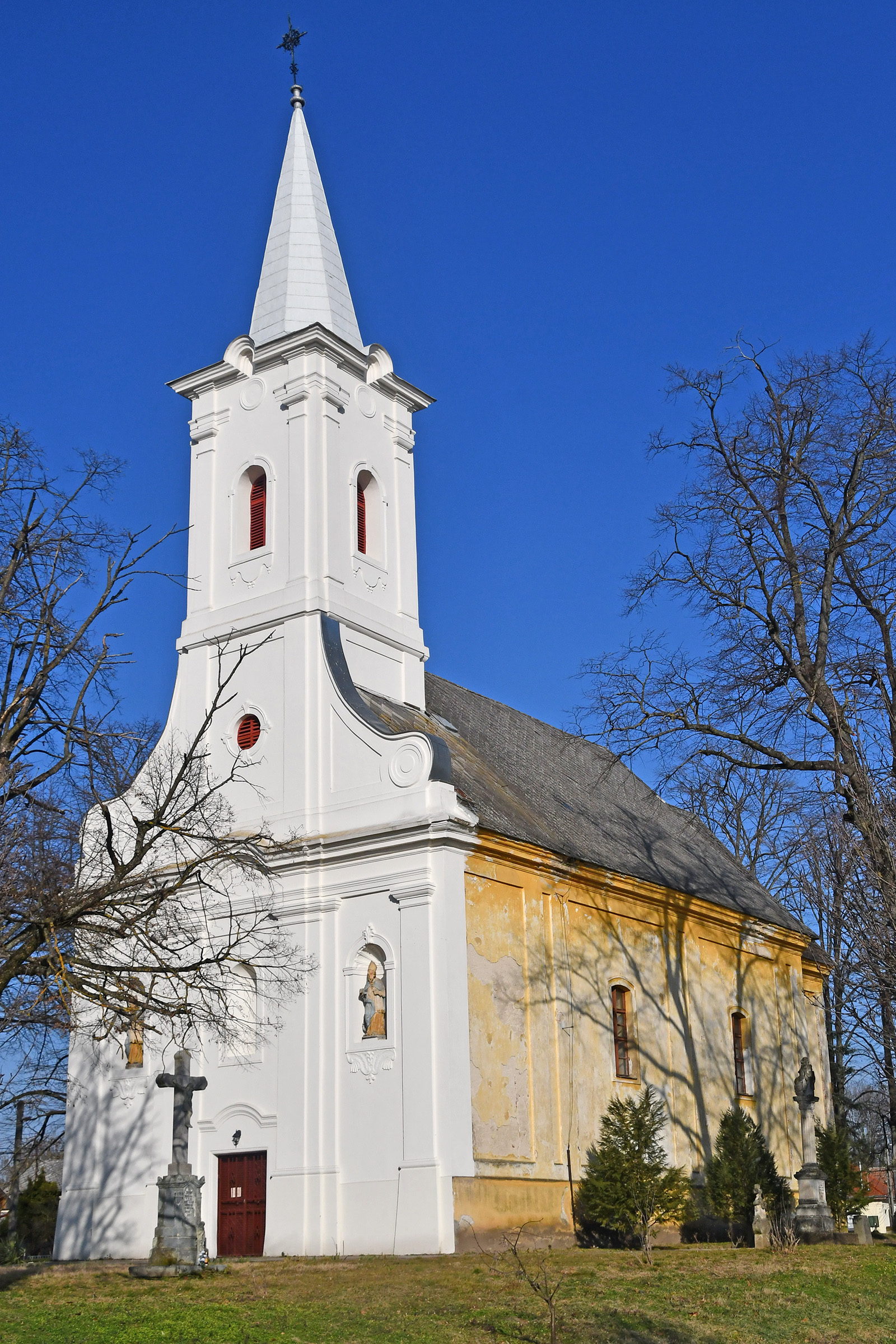
A római katolikus templom

- A falu egyik nevezetessége a „fehér gyász”, melynek fő jellegzetessége a fehér színű női gyászruha viselete. A csökölyi szőtteseknek egyik sajátos díszítésmódja volt a sáfrányos sárgítás. A sáfrányos ruha a gyászolókat és az öregeket illette.[16]
- Református temploma 1856-ban épült.
- Szent Mártonról elnevezett római katolikus temploma 1760-ban épült, műemléki védelem alatt áll. A szentély két oldalfalán látható freskókat feltehetően Johannes Pöckel festette 1760-ban, a tituláris szent, Szent Márton püspök egyik csodatételét (egy fiú feltámasztását) és halálát ábrázolják. Oltárképét Szoldatics Ferenc festette 1854-ben.
- Csököly környéke Magyarország legfontosabb epertermesztő vidéke.[17] A falu lakosságának jelentős része foglalkozik a gyümölccsel, még eperpálinkát is főznek,[18] és eperfesztivált is rendeznek.[19]